# Club de Alto Rendimiento Especializado Independiente del Valle
Il Club de Alto Rendimiento Especializado Independiente del Valle, conosciuto più semplicemente come Independiente del Valle o Independiente e in precedenze denominato Club Social y Deportivo Independiente José Terán, è una società calcistica ecuadoriana con sede a Sangolquí. Milita in Serie A, la massima divisione del campionato ecuadoriano.
Disputa le partite casalinghe allo stadio municipale Generale Rumiñahui di Sangolquí (7 500 posti). Nella sua storia ha un campionato ecuadoriano, una Coppa d'Ecuador, 2 Coppe Sudamericane e una Recopa Sudamericana.

## Storia
Il club fu fondato il 1º marzo 1958 da José Terán, sangolchilegno appassionato di calcio, e un gruppo di suoi amici: José Díaz, Jorge Atapuma, Negro Sanguano, Tomás Zaldumbide e Marino Guayasam. Inizialmente adottò come colori sociali il rosso e il bianco, ispirandosi al Independiente, noto club argentino. Nel 1977, due anni dopo la morte del suo fondatore, la squadra cambiò nome in Independiente José Terán in onore dello scomparso.
Nel 1978 ottenne la promozione in Segunda Categoría de Pichincha, campionato regionale di terza divisione in cui militò dal 1979 al 1985, quando retrocesse in Copa Pichincha.
Nel 1996 l'Independiente tornò nel calcio professionistico, dopo aver ottenuto, nel 1995, la seconda promozione in Segunda Categoría de Pichincha della propria storia. Undici anni dopo, nel 2007, vincendo il campionato di Segunda Categoría, terza divisione ecuadoriana, ottenne la promozione in Serie B, la seconda serie nazionale. Nel 2009 si aggiudicò la promozione in Serie A, la massima serie, vincendo il campionato di serie cadetta.
L'Independiente esordì nella massima serie ecuadoriana nel campionato 2010. Il 6 febbraio 2010, nella prima partita disputata in Serie A, batté per 1-0 il Manta. Classificatosi decimo nel campionato a dodici squadre, riuscì a ottenere la salvezza con un margine di quattro punti sulla penultima. Nel 2011 si confermò decima forza del torneo, salvandosi dalla retrocessione per due punti. Nel 2012 la squadra giunse quarta e si qualificò alla Copa Sudamericana 2013.
Nel 2014 il club cambiò nome in Club de Alto Rendimiento Especializado Independiente del Valle.
I progressi della squadra furono confermati nel 2013, quando la compagine ottenne il secondo posto in campionato, e nel 2014, quando chiuse ancora al secondo posto, a soli due punti dalla vetta, mentre nel 2015 si classificò terza.
Nel 2016 il club compì un notevole percorso in Copa Libertadores. Superato, grazie alla regola dei gol fuori casa, il turno preliminare contro i paraguaiani del Club Guaraní (sconfitti 1-0 in Ecuador e inutilmente vittoriosi per 2-1 in patria), l'Independiente del Valle fu inserito nel gruppo 5 con Atlético Mineiro, Colo-Colo e Melgar. Con tre vittorie, due pareggi e una sconfitta in sei incontri, chiuse al secondo posto in classifica, a due lunghezze dall'Atlético Mineiro, qualificandosi agli ottavi di finale. Qui ebbe la meglio sul quotato River Plate, campione del Sudamerica in carica, battendolo per 2-0 in Ecuador e perdendo per 1-0 al Monumental di Buenos Aires. Il club devolse l'intero incasso dell'ottavo di finale di andata del 28 aprile 2016 contro il River Plate (221.397 dollari) in favore delle vittime del terribile terremoto che il 16 aprile precedente aveva colpito le province di Manabí ed Esmeraldas e fece altrettanto in occasione della partita di andata dei quarti di finale del 17 maggio contro i messicani del Pumas UNAM. Il 24 maggio successivo l'Independiente del Valle eliminò il Pumas UNAM prevalendo per 5-3 ai tiri di rigore (2-1 per gli ecuadoriani nella gara di andata e 2-1 per i messicani al ritorno) e ottenne così, alla terza partecipazione alla Copa Libertadores, la prima storica qualificazione alle semifinali, dove affrontò il Boca Juniors, che il club ecuadoriano sconfisse per 2-1 in Ecuador dopo essere passato in svantaggio e per 3-2 alla Bombonera dopo essere passato in svantaggio dopo quattro minuti di gioco ed essersi portato in vantaggio per 3-1 dopo sette minuti di gioco della ripresa. L'Independiente del Valle fu poi battuto dai colombiani dell'Atlético Nacional per 1-0 nella finale di ritorno, dopo il pareggio per 1-1 allo stadio olimpico Atahualpa di Quito.
Nel 2019 vinse la Coppa Sudamericana, eliminando in semifinale i brasiliani del Corinthians e battendo per 3-1 in finale ad Asunción il Colón (SF): per il club ecuadoriano fu il primo alloro internazionale. Disputò poi la doppia gara che assegnava la Recopa Sudamericana 2020, uscendone battuta dai brasiliani del Flamengo. I successi proseguirono negli anni a venire: dicembre 2021 l'Independiente del Valle si aggiudicò il campionato ecuadoriano, superando in finale l'Emelec (3-1 in casa all'andata, 1-1 al ritorno in trasferta), e nel 2022 vinse nuovamente la Coppa Sudamericana, battendo in finale il San Paolo per 2-0 nella città argentina di Córdoba, e la Coppa d'Ecuador.

## Palmarès

### Competizioni nazionali
- Campionato ecuadoriano: 1

2021
- Copa Ecuador: 1

2022
- Supercoppa ecuadoriana: 1

2023
- Serie B: 1

2009
- Segunda Categoría: 1

2007

### Competizioni internazionali
- Coppa Sudamericana: 2  (record condiviso con l'Athl. Paranaense, l'Independiente, Boca Juniors e LDU Quito)

2019, 2022
- Recopa Sudamericana: 1

2023

### Competizioni giovanili
- Coppa Libertadores Under-20: 1

2020

### Altri piazzamenti
- Campionato ecuadoriano:

Secondo posto: 2013, 2023, 2024
Terzo posto: 2014, 2015, 2017, 2020
- Copa Ecuador:

Finalista: 2024
- Coppa Libertadores:

Finalista: 2016
- Recopa Sudamericana:

Finalista: 2020
- UEFA-CONMEBOL Club Challenge:

Finalista: 2023

## Organico

### Rosa 2021
Aggiornata al 6 febbraio 2021.
| N. |                      | Ruolo | Calciatore            |
| -- | -------------------- | ----- | --------------------- |
| 1  | Ecuador (bandiera)   | P     | Wellington Ramírez    |
| 2  | Ecuador (bandiera)   | D     | Luis Segovia          |
| 4  | Ecuador (bandiera)   | D     | Anthony Landázuri     |
| 5  | Argentina (bandiera) | D     | Richard Schunke       |
| 8  | Argentina (bandiera) | C     | Lorenzo Faravelli     |
| 9  | Paraguay (bandiera)  | A     | Brian Montenegro      |
| 10 | Ecuador (bandiera)   | C     | Efrén Mera (capitano) |
| 11 | Ecuador (bandiera)   | C     | Jhon Jairo Sánchez    |
| 12 | Ecuador (bandiera)   | P     | Joan López            |
| 15 | Ecuador (bandiera)   | D     | Beder Caicedo         |
| 16 | Argentina (bandiera) | C     | Cristian Pellerano    |
| 17 | Ecuador (bandiera)   | A     | Stiven Plaza          |

| N. |                      | Ruolo | Calciatore        |
| -- | -------------------- | ----- | ----------------- |
| 18 | Ecuador (bandiera)   | A     | Jacob Murillo     |
| 21 | Argentina (bandiera) | C     | Nicolás Previtali |
| 23 | Ecuador (bandiera)   | A     | Fernando Guerrero |
| 24 | Ecuador (bandiera)   | A     | Edson Montaño     |
| 28 | Ecuador (bandiera)   | C     | José Hurtado      |
| 30 | Ecuador (bandiera)   | P     | Jorge Pinos       |
| 51 | Ecuador (bandiera)   | D     | William Pacho     |
| 54 | Ecuador (bandiera)   | A     | Darlin Leiton     |
| 55 | Ecuador (bandiera)   | A     | Pedro Vite        |
| 56 | Ecuador (bandiera)   | C     | Bryan García      |
|    | Ecuador (bandiera)   | D     | Johao Chávez      |
|    | Ecuador (bandiera)   | C     | Jordy Alcívar     |

### Rosa 2015-2016
Aggiornata al 17 aprile 2016.
| N. |                    | Ruolo | Calciatore            |
| -- | ------------------ | ----- | --------------------- |
| 1  | Ecuador (bandiera) | P     | Daniel Librado Azcona |
| 3  | Ecuador (bandiera) | D     | Arturo Mina           |
| 4  | Ecuador (bandiera) | D     | Luís Caicedo          |
| 5  | Ecuador (bandiera) | C     | Dixon Arroyo          |
| 7  | Ecuador (bandiera) | A     | Jonny Uchuari         |
| 8  | Ecuador (bandiera) | C     | Gabriel Cortez        |
| 9  | Ecuador (bandiera) | A     | Jacson Pita           |
| 10 | Ecuador (bandiera) | C     | Junior Sornoza        |
| 12 | Ecuador (bandiera) | P     | Alexi Lemos           |
| 15 | Uruguay (bandiera) | C     | Mario Rizotto         |
| 16 | Ecuador (bandiera) | D     | Andi Caicedo          |

| N. |                    | Ruolo | Calciatore         |
| -- | ------------------ | ----- | ------------------ |
| 17 | Ecuador (bandiera) | C     | Julio Angulo       |
| 18 | Ecuador (bandiera) | C     | Jefferson Orejuela |
| 19 | Ecuador (bandiera) | A     | José Angulo        |
| 20 | Uruguay (bandiera) | D     | Christian Núñez    |
| 22 | Ecuador (bandiera) | P     | Javier Nazareno    |
| 23 | Uruguay (bandiera) | C     | Emiliano Tellechea |
| 27 | Ecuador (bandiera) | D     | Fernando León      |
| 51 | Ecuador (bandiera) | A     | Wilter Ayoví       |
| 52 | Ecuador (bandiera) | C     | Bryan Cabezas      |
| 70 | Ecuador (bandiera) | A     | Miller Castillo    |